# Île Ports
L'île Ports est une île des Bermudes. Elle est située dans la Grande Baie, au sud de Long Island (en) et à l'est de l'île Nelly. C'est une propriété privée qui relève administrativement de la paroisse de Warwick.

## Histoire
L'île est utilisée dès la fin du XVIIIe siècle comme zone de quarantaine pour les victimes de la fièvre jaune. Elle sert également de camp pour prisonniers ennemis durant la guerre anglo-américaine de 1812, la seconde guerre des Boers et la Première Guerre mondiale.